# Correspondance de Robinson-Schensted-Knuth
En mathématiques, et notamment en combinatoire algébrique, la correspondance de Robinson–Schensted–Knuth, aussi appelée la correspondance RSK ou l'algorithme RSK, est une bijection entre matrices {\displaystyle A} à coefficients entiers naturels et paires de tableaux de Young semi-standard de même forme, dont la taille est égale à la somme des coefficients de la matrice {\displaystyle A}. 
Cette correspondance généralise la 
correspondance de Robinson-Schensted, en ce sens que si {\displaystyle A} est une matrice de permutation, alors la paire {\displaystyle (P,Q)} est la paire de tableaux standard associés à la permutation par la correspondance de Robinson-Schensted.
La correspondance de Robinson-Schensted-Knuth étend bon nombre des propriétés remarquables de la correspondance de Robinson-Schensted, et notamment la propriété de symétrie : la transposition de la matrice {\displaystyle A} revient à l'échange des tableaux {\displaystyle P} et {\displaystyle Q}.

## La correspondance de  Robinson-Schensted-Knuth

### Introduction
La correspondance de Robinson-Schensted est une bijection entre permutations et paires de tableaux de Young standard de même forme. Cette bijection peut être construite au moyen d'un algorithme appelé l'insertion de Schensted. Cet algorithme commence avec un tableau {\displaystyle P} vide et insère successivement les valeurs {\displaystyle \sigma _{1},\ldots ,\sigma _{n}} de la permutation {\displaystyle \sigma }, avec {\displaystyle \sigma } donnée sous forme fonctionnelle :
{\displaystyle \sigma ={\begin{pmatrix}1&2&\ldots &n\\\sigma _{1}&\sigma _{2}&\ldots &\sigma _{n}\end{pmatrix}}}.
Le tableau {\displaystyle P} obtenu est le premier de la paire correspondant à {\displaystyle \sigma }; le deuxième tableau standard, noté {\displaystyle Q}, enregistre les formes successives parcourues durant la construction de {\displaystyle P}.
La construction de Schensted peut en fait prendre en compte des suites de nombres plus générales que celles obtenues par des permutations (notamment on peut autoriser des répétitions); dans ce cas, la construction produit un tableau {\displaystyle P} semi-standard plutôt qu'un tableau standard, mais {\displaystyle Q} reste un tableau standard. La correspondance RSK rétablit la symétrie entre tableaux en produisant un tableau semi-standard pour {\displaystyle Q} aussi.

### Tables à deux lignes
Une table à deux lignes (« two-line array » en anglais) ou bimot ou permutation généralisée {\displaystyle w_{A}} correspondant à une matrice {\displaystyle A} est définie comme suit
est une matrice
{\displaystyle w_{A}={\begin{pmatrix}i_{1}&i_{2}&\cdots &i_{m}\\j_{1}&j_{2}&\cdots &j_{m}\end{pmatrix}}}
qui vérifie les propriétés suivantes :
- Les colonnes sont ordonnées en ordre lexicographique, ce qui signifie que 
  1. {\displaystyle i_{1}\leq i_{2}\leq i_{3}\leq \cdots \leq i_{m}}, et
  2. si {\displaystyle i_{r}=i_{s}} et {\displaystyle r\leq s}, alors {\displaystyle j_{r}\leq j_{s}}.
- pour chaque paire d'indices {\displaystyle (i,j)} de la matrice {\displaystyle A}, il y a {\displaystyle A_{i,j}} colonnes égales à {\displaystyle {\tbinom {i}{j}}}.

En particulier, l'entier {\displaystyle m} est égal à la somme des coefficients de la matrice {\displaystyle A}.

#### Exemple
La table à deux lignes correspondant à la matrice :
{\displaystyle A={\begin{pmatrix}1&0&2\\0&2&0\\1&1&0\end{pmatrix}}}
est :
{\displaystyle w_{A}={\begin{pmatrix}1&1&1&2&2&3&3\\1&3&3&2&2&1&2\end{pmatrix}}}

### Définition de la  correspondance
En appliquant l'algorithme d'insertion de Schensted à la deuxième ligne d'une table à deux lignes, on obtient une paire consistant en un tableau semi-standard {\displaystyle P} et un tableau standard noté {\displaystyle Q_{0}}. Le tableau {\displaystyle Q_{0}} peut lui aussi être transformé en un tableau semi-standard noté {\displaystyle Q} en remplaçant chaque coefficient {\displaystyle h} de {\displaystyle Q_{0}} par la {\displaystyle h}-ième coefficient de la première ligne de {\displaystyle w_{A}}.
On obtient ainsi une bijection des matrices {\displaystyle A} sur des paires {\displaystyle (P,Q)} de tableaux de Young semi-standard de même forme; les coefficients de {\displaystyle P} sont les éléments de la deuxième ligne de {\displaystyle w_{A}}, et les coefficients de {\displaystyle Q} sont les éléments de la première ligne de {\displaystyle w_{A}}. De plus, le nombre de coefficients de {\displaystyle P} égaux à {\displaystyle j} est égal à la somme des coefficients de la colonne d'indice {\displaystyle j} de {\displaystyle A}, et le nombre de coefficients égaux à {\displaystyle i} dans {\displaystyle Q} est égal à la somme des coefficients de la ligne d'indice {\displaystyle i} de {\displaystyle A}.

#### Exemple
Pour l'exemple ci-dessus, si l'on applique l'insertion de Schensted à l'insertion de la suite 1,3,3,2,2,1,2 dans un tableau initialement vide, on obtient un tableau {\displaystyle P}, et un tableau {\displaystyle Q_{0}} d'enregistrement des formes successives, qui sont égaux à :
{\displaystyle P\quad =\quad {\begin{matrix}1&1&2&2\\2&3\\3\end{matrix}},\qquad Q_{0}\quad =\quad {\begin{matrix}1&2&3&7\\4&5\\6\end{matrix}}}.
Après avoir remplacé les coefficients 1, 2, 3, 4, 5, 6, 7 dans {\displaystyle Q_{0}} par 1, 1, 1, 2, 2, 3, 3 respectivement, on obtient la paire de tableaux semi-standard suivante : 
{\displaystyle P\quad =\quad {\begin{matrix}1&1&2&2\\2&3\\3\end{matrix}},\qquad Q\quad =\quad {\begin{matrix}1&1&1&3\\2&2\\3\end{matrix}}.}

### Définition directe de la correspondance RSK
La définition ci-dessus utilise l'algorithme de Schensted qui produit un tableau d'enregistrement {\displaystyle Q_{0}} standard;  ce tableau est modifié ensuite pour tenir compte de  la première ligne de la table à deux lignes et  obtenir un tableau d'enregistrement semi-standard. Cette définition montre clairement la relation avec la correspondance de Robinson-Schensted. D'un autre côté, il est naturel de simplifier la partie de la construction concernant l'enregistrement de la forme en prenant en compte directement en compte la première ligne de la table à deux lignes. C'est sous cette forme que l'algorithme de construction de la correspondance RSK est habituellement décrit. Cela signifie simplement qu'après chaque étape d'insertion de Schensted, le tableau {\displaystyle Q} est augmenté en ajoutant, comme valeur dans le nouveau carré, l'élément {\displaystyle i_{h}} de la première ligne de {\displaystyle w_{A}}, où {\displaystyle h} est la taille courante des tableaux. Le fait que ceci produit toujours un tableau semi-standard est une conséquence de la propriété (observée pour la première fois par Knuth) que lors d'insertions d'une même valeur dans la première ligne de {\displaystyle w_{A}}, chaque carré ajouté dans la forme est dans une colonne strictement plus grande que la précédente.

#### Exemple détaillé
Voici un exemple détaillé de cette construction des deux tableaux semi-standard. On part de la matrice :
{\displaystyle A={\begin{pmatrix}0&0&0&0&0&0&0\\f0&0&0&1&0&1&0\\0&0&0&1&0&0&0\\0&0&0&0&0&0&1\\0&0&0&0&1&0&0\\0&0&1&1&0&0&0\\0&0&0&0&0&0&0\\1&0&0&0&0&0&0\\\end{pmatrix}}},
et on obtient la table à deux lignes suivante :
{\displaystyle w_{A}={\begin{pmatrix}2&2&3&4&5&6&6&8\\4&6&4&7&5&3&4&1\end{pmatrix}}.}
La table suivant montre les étapes de la construction des deux tableaux pour cet exemple.
| Paire insérée     | {\displaystyle {\tbinom {2}{4}}}              | {\displaystyle {\tbinom {2}{6}}}                | {\displaystyle {\tbinom {3}{4}}}                   | {\displaystyle {\tbinom {4}{7}}}                     | {\displaystyle {\tbinom {5}{5}}}                       | {\displaystyle {\tbinom {6}{3}}}                          | {\displaystyle {\tbinom {6}{4}}}                            | {\displaystyle {\tbinom {8}{1}}}                               |
| {\displaystyle P} | {\displaystyle {\begin{matrix}4\end{matrix}}} | {\displaystyle {\begin{matrix}4&6\end{matrix}}} | {\displaystyle {\begin{matrix}4&4\\6\end{matrix}}} | {\displaystyle {\begin{matrix}4&4&7\\6\end{matrix}}} | {\displaystyle {\begin{matrix}4&4&5\\6&7\end{matrix}}} | {\displaystyle {\begin{matrix}3&4&5\\4&7\\6\end{matrix}}} | {\displaystyle {\begin{matrix}3&4&4\\4&5\\6&7\end{matrix}}} | {\displaystyle {\begin{matrix}1&4&4\\3&5\\4&7\\6\end{matrix}}} |
| {\displaystyle Q} | {\displaystyle {\begin{matrix}2\end{matrix}}} | {\displaystyle {\begin{matrix}2&2\end{matrix}}} | {\displaystyle {\begin{matrix}2&2\\3\end{matrix}}} | {\displaystyle {\begin{matrix}2&2&4\\3\end{matrix}}} | {\displaystyle {\begin{matrix}2&2&4\\3&5\end{matrix}}} | {\displaystyle {\begin{matrix}2&2&4\\3&5\\6\end{matrix}}} | {\displaystyle {\begin{matrix}2&2&4\\3&5\\6&6\end{matrix}}} | {\displaystyle {\begin{matrix}2&2&4\\3&5\\6&6\\8\end{matrix}}} |

## Propriétés combinatoires de la correspondance RSK

### Le cas des matrices de permutation
Si A est une matrice de permutation, la correspondance RSK produit une paire de tableaux de Young standard de même forme, disons {\displaystyle \lambda }. Réciproquement, si {\displaystyle P,Q} sont de tableaux de Young standard de même forme {\displaystyle \lambda }, alors la matrice  {\displaystyle A} correspondante est une matrice de permutation. Comme conséquence de cette propriété nous obtenons, simplement en comparant la cardinalité des ensembles ainsi mis en bijection, la propriété suivante :
Identité de Frobenius — Pour {\displaystyle n\geq 1}, on a
{\displaystyle \sum _{\lambda \in {\mathcal {P}}_{n}}f_{\lambda }^{2}=n!}
où {\displaystyle {\mathcal {P}}_{n}} est l'ensemble des partitions de {\displaystyle n}, et {\displaystyle f_{\lambda }} est le nombre de tableaux de Young standard de forme {\displaystyle \lambda }.

### Symétrie
Soit {\displaystyle A} une matrice à éléments entiers naturels. Supposons que l'algorithme RSK envoie {\displaystyle A} sur {\displaystyle (P,Q)}. Alors l'algorithme RSK envoie la matrice transposée {\displaystyle ^{t}A} sur {\displaystyle (Q,P)}.
Dans le cas particulier des matrices de permutations, on retrouve la symétrie de la correspondance de Robinson-Schensted, à savoir : 
Théorème — Si la permutation {\displaystyle \sigma } correspond au triplet  {\displaystyle (\lambda ,P,Q)}, alors la  permutation inverse {\displaystyle \sigma ^{-1}} correspond au triplet {\displaystyle (\lambda ,Q,P)}.
Ceci conduit à la relation suivante entre le nombre d'involutions sur {\displaystyle \{1,2,3,\ldots ,n\}} et le nombre de tableaux que l'on peut former à partir de {\displaystyle \{1,2,3,\ldots ,n\}} : 
Propriété — Le nombre de tableaux standard sur  {\displaystyle \{1,2,3,\ldots ,n\}} est égal au nombre d'involutions sur {\displaystyle \{1,2,3,\ldots ,n\}}.
Le nombre d'involutions sur {\displaystyle \{1,2,3,\ldots ,n\}}, et donc le nombre de tableau de Young standard à {\displaystyle n} éléments, est donné par la relation de récurrence :
{\displaystyle a(n)=a(n-1)+(n-1)a(n-2)}
avec {\displaystyle a(1)=1,a(2)=2}. C'est la suite A00085 de l'OEIS. Elle admet l'expression :
{\displaystyle a(n)=\sum _{k=0}^{\lfloor n/2\rfloor }{\frac {n!}{2^{k}k!(n-2k)!}}}.

### Matrices symétriques
Soit {\displaystyle A}={\displaystyle {}^{t}A} une matrice symétrique. Soit {\displaystyle (P,P)} la paire de tableaux de Young semi-standards obtenue par l'algorithme RSK pour {\displaystyle A}. Soit {\displaystyle \alpha =(\alpha _{1},\alpha _{2},\ldots )} le poids (ou le contenu, selon les auteurs) de {\displaystyle P}, défini par : {\displaystyle \alpha _{i}} est le nombre de fois que l'entier {\displaystyle i} figure dans {\displaystyle P}.
Alors l'application 
{\displaystyle A\longmapsto P}
est une bijection entre matrices symétriques  vérifiant {\displaystyle {\text{row}}(A)=\alpha } et tableaux de Young semi-standard de poids {\displaystyle \alpha }. Ici, {\displaystyle {\text{row}}(A)} est le vecteur dont la {\displaystyle i}-ème composante est la somme des éléments de la {\displaystyle i}-ème ligne de {\displaystyle A}.

#### Exemple
Soit {\displaystyle A} la matrice symétrique :
{\displaystyle A={\begin{pmatrix}1&0&2\\0&1&1\\2&1&0\end{pmatrix}}}.
Un calcul montre que 
{\displaystyle P={\begin{matrix}1&1&1&2\\2&3&3\\3\end{matrix}}}.
Le poids de {\displaystyle P} est {\displaystyle \alpha =(3,2,3)}, et le vecteur des sommes de lignes de {\displaystyle A} est {\displaystyle {\text{row}}(A)=(3,2,3)}.

## Applications de la correspondance RSK

### Identité de Cauchy
Soient {\displaystyle x_{1},x_{2},\ldots } et {\displaystyle y_{1},y_{2},\ldots } des variables.  L'identité qui remonte à Cauchy est : 
{\displaystyle \prod _{i,j}(1-x_{i}y_{j})^{-1}=\sum _{\lambda }s_{\lambda }(x)s_{\lambda }(y)},
où les {\displaystyle s_{\lambda }}  sont des polynômes de Schur. La définition la plus appropriée ici des polynômes de Schur est
{\displaystyle s_{\lambda }(x)=s_{\lambda }(x_{1},x_{2},\ldots ,x_{n})=\sum _{T}x^{T}=\sum _{T}x_{1}^{t_{1}}\cdots x_{n}^{t_{n}}},
où la sommation est sur tous les tableaux de Young semi-standards de forme {\displaystyle \lambda } et où les exposants {\displaystyle t_{1},\ldots ,t_{n}} donnent le poids de {\displaystyle T} ; en d'autres termes, {\displaystyle t_{i}} compte le nombre d'occurrences de {\displaystyle i} dans {\displaystyle T}.

### Nombres de Kostka
Soient {\displaystyle \mu } et {\displaystyle \nu } deux partitions de l'entier {\displaystyle n}. Ici {\displaystyle \mu } et {\displaystyle \nu } sont vus comme {\displaystyle poids}, c'est-à-dire comme vecteur d'entiers pas nécessairement décroissants, dont la somme  est {\displaystyle n}. Alors
{\displaystyle \sum _{\lambda \in {\mathcal {P}}_{n}}K_{\lambda \mu }K_{\lambda \nu }=N_{\mu \nu }}
où {\displaystyle K_{\lambda \mu }} et {\displaystyle K_{\lambda \nu }} dénotent les nombres de Kostka et {\displaystyle N_{\mu \nu }} est le nombre de matrices  {\displaystyle A} à coefficients entiers naturels, avec {\displaystyle {\text{row}}(A)=\mu } et {\displaystyle {\text{column}}(A)=\nu }. Ici, {\displaystyle {\text{column}}(A)} est le vecteur dont la {\displaystyle j}-ème coordonnée est la somme des éléments de la {\displaystyle j}-ème colonne de {\displaystyle A}.